# Ahmed Khalil (Fußballspieler, 1991)
Ahmed Khalil Sebait Mubarak al-Junaibi (arabisch أحمد خليل سبيت مبارك الجنيبي; * 8. Juni 1991 in Schardscha) ist ein Fußballspieler aus den Vereinigten Arabischen Emiraten.

## Karriere

### Klub
Aus der Reserve-Mannschaft von al-Shabab kommend, wechselte er zur Saison 2006/07 fest in den Kader von al-Ahli. Mit diesen wurde er in der darauffolgenden Saison dann auch Meister. Dies gelang ihm mit seinem Team bis dann bis zum Ende der Spielzeit 2016/17 noch zwei weitere Male. Danach wechselte er schließlich zu al-Jazira, welche ihn nach einem halben Jahr an al-Ain verliehen, mit welchen er auch nochmal Meister wurde. Am Ende der Spielzeit 2017/18 verließ er al-Jazira schließlich wieder und kehrte zu al-Ahli zurück. Dort stand er dann noch bis Januar 2022 unter Vertrag und wurde abschließend daran Vereinslos.
Mittlerweile spielt er seit August 2022 für al-Bataeh CSC.

### Nationalmannschaft
Sein erstes bekanntes Spiel für die A-Nationalmannschaft der VAE, war am 10. Januar 2008, bei einem 0:0-Freundschaftsspiel gegen die Volksrepublik China. Hier stand er in der Startelf und wurde im Verlauf des Spiels dann für Faisal Khalil al-Junaibi ausgewechselt. In den nächsten Monaten ging es für ihn dann größtenteils mit Qualifikationsspielen weiter. Auch bei der Asienmeisterschaft 2011, gehörte er dann mit zum Kader und sammelte hier Einsätze in allen Partien der Mannschaft.
Nach weiteren Qualifikationsspielen für die Weltmeisterschaft 2014, war sein nächstes Turnier dann der Golfpokal 2013. Hier gewann er mit seinem Team den Titel und erzielte selbst noch einmal drei Tore bei dem Turnier. Nebst den Qualifikationsspielen zur Asienmeisterschaft 2015, bekam er auch noch weitere Einsätze beim Golfpokal 2014. Auch bei der Endrunde der Asienmeisterschaft 2015 gehörte er dann auch mit zum Kader, wo er mit seiner Mannschaft den dritten Platz belegte. Er selbst erzielte bei dem 3:2-Sieg über den Irak zwei Tore. In den nächsten Jahren wurde er in einer Vielzahl von Spielen der Qualifikation für die Weltmeisterschaft 2018 eingesetzt. Anfang 2018 folgte darauf dann noch die Teilnahme am Golfpokal 2017, wo seine Mannschaft im Finale dem Oman unterlag.
Zum zweiten Mal bei einer Asienmeisterschaft, war er dann bei der Ausgabe im Jahr 2019 dabei und erreichte hier mit seinen Mitspielern das Halbfinale. Danach war er bis Ende 2019 noch in ein paar Qualifikationsspielen für die Weltmeisterschaft 2022 dabei und auch beim Golfpokal 2019, wurde er noch ein letztes Mal eingesetzt. Danach war seine Karriere in der Nationalmannschaft dann auch zu Ende.